# 텔포드땃쥐
텔포드땃쥐(Crocidura telfordi)는 땃쥐과에 속하는 포유류의 일종이다. 탄자니아의 토착종이다. 자연 서식지는 아열대 또는 열대 기후 지역의 습윤 산지 숲이다. 서식지 감소로 멸종 위협을 받고 있다.